# Хикси
Хикси су били семитска племена која су проникла у северни Египат у првој половини 17. века п. н. е. из североистока из палестинско-феничанске области. Њихово име означава у египатском „владари туђих земаља“ или „владари пустиње“ (eg. hekau chasut). У египатским изворима се обележава и као ааму- Азијати. Доба њихове владавине се означава као Друго прелазно доба.